# Virginio Zedde
Virginio Zedde detto Lo Zedde (Siena, 1º ottobre 1976) è un fantino italiano.
Lo Zedde è figlio e fratello d'arte. Il padre Antonio detto Valente ha vinto due volte il Palio di Siena, mentre il fratello Giuseppe detto Gingillo ha trionfato per quattro volte.
Viginio Zedde ha vinto due volte il Palio di Fucecchio (nel 2005 per Porta Bernarda e nel 2010 per San Pierino), una il Palio di Buti (2004, per la Contrada Ascensione), una il Palio di Ferrara (nel 2007) per Rione Santo Spirito e una a Piancastagnaio nel 2011 per la Contrada Coro. Non ha mai vinto il Palio di Siena, ma vi ha preso parte in sei occasioni. Ha corso anche il Palio di Asti.
Virginio Zedde è noto nel mondo delle corse anche con il soprannome di Panico, che tuttavia non è riconosciuto ufficialmente.

## Palio di Siena
Inizia la sua carriera con le corse in ippodromo, ma ben presto arriva nel mondo del Palio di Siena e delle corse a pelo. Nel 1997 la Contrada della Torre gli dà la possibilità di correre una prova.
Nel 2005 la Chiocciola gli dà la possibilità di esordire in Piazza del Campo con il potente cavallo Zilata Usa. Viene segnato con il soprannome "Lo Zedde". Lo Zedde sfiora la vittoria, inseguita per tutti i tre giri della Piazza, giungendo poi secondo alle spalle della Torre, che torna a vincere dopo 44 anni con Luigi Bruschelli detto "Trecciolino" su Berio.
L'anno seguente l'Aquila lo monta sulla cavalla Ellery, alla sua seconda esperienza. Dopo una partenza bruciante, Lo Zedde ed Ellery balzano subito al comando della corsa. L'Aquila mantiene la prima posizione per tutti e tre i giri. Sembra fatta, ma la beffa arriva all'ultima curva del Casato, poco prima dell'arrivo: la Pantera si affianca e va a vincere il palio negli ultimi 10 metri, con Andrea Mari detto Brio e Choci.
Lo Zedde corre anche il Palio del 16 agosto, stavolta con il giubbetto del Valdimontone ed il cavallo esordiente Dostoevskij. Dopo una buona partenza che gli permette di lottare per la prima posizione, riesce solo a inserirsi quarto. All'ultimo giro, in grande rimonta, Lo Zedde è secondo, ma all'ultima curva del Casato viene coinvolto nella caduta del Bruco e finisce sul tufo.
Nel 2007 il Valdimontone gli dà nuovamente fiducia e così monta il cavallo Elimia. Dopo la partenza Lo Zedde si inserisce in seconda posizione, ma subito al primo Casato gira largo e batte nei palchi, lasciando Elimia scosso.
Torna il 2 luglio 2008 con il cavallo Giove Deus, per i colori del Nicchio. Alla mossa viene colto di sorpresa e parte nelle ultime posizioni. Alla prima curva di San Martino Lo Zedde cade da cavallo.
Una nuova possibilità gli viene offerta dal Bruco per il Palio di luglio del 2010, dove monta nuovamente Elimia. Non parte benissimo, chiudendo però quarto.

## Presenze al Palio di Siena
| Palio          | Contrada     | Cavallo     | Note   |
| -------------- | ------------ | ----------- | ------ |
| 16 agosto 2005 | Chiocciola   | Zilata Usa  |        |
| 2 luglio 2006  | Aquila       | Ellery      |        |
| 16 agosto 2006 | Valdimontone | Dostoevskij | scosso |
| 2 luglio 2007  | Valdimontone | Elimia      | scosso |
| 2 luglio 2008  | Nicchio      | Giove Deus  | scosso |
| 2 luglio 2010  | Bruco        | Elimia      |        |

## Presenze al Palio di Asti
| Palio | Rione, Borgo, Comune           | Cavallo     | Piazzamento           |
| ----- | ------------------------------ | ----------- | --------------------- |
| 2001  | Borgo San Marzanotto           | Serenella   | Eliminato in batteria |
| 2004  | Borgo Tanaro Trincere Torrazzo | Melodia     | 2°                    |
| 2005  | Borgo Tanaro Trincere Torrazzo | Melodia     | Eliminato in batteria |
| 2006  | Borgo Torretta                 | Mazda       | Squalificato          |
| 2009  | Borgo Tanaro Trincere Torrazzo | Giorgio     | 8°                    |
| 2010  | Borgo San Lazzaro              | Cicina      | Eliminato in batteria |
| 2011  | Borgo Torretta                 | Spicchio II | Eliminato in batteria |

Lo Zedde ha preso parte al Palio di Asti in 7 occasioni, senza però riuscire mai a vincere.

## Vittorie in altri palii
Nel 2004 Virginio Zedde riesce ad arrivare in finale al palio di Buti, con i colori della Contrada Ascensione ed il cavallo addinwatwatrashid. Dopo una corsa tutta di testa, centra il suo primo successo nel mondo delle corse a sella.
Un anno dopo, nel 2005, Lo Zedde vince il Palio di Fucecchio con il giubbetto della Contrada di Porta Bernarda. Conduce il cavallo Ellison in una bella corsa di rimonta, e alla fine vince la carriera.
Nel 2007, vince il Palio di Ferrara per la Contrada di Rione Santo Spirito con il cavallo Dostoevshij. Nel nuovo fondo di Piazza Ariostea, modificato in seguito agli episodi del 2006, domina la prima edizione del Palio con l'apertura ai soli mezzosangue giungendo primo con un notevole vantaggio.
Una nuova vittoria bacia Lo Zedde ancora a Fucecchio, nell'edizione del palio 2010, con il cavallo Melantò de Aighenta e la Contrada di San Pierino. L'accoppiata di San Pierino coglie il successo nell'ultimo tratto di pista, quando ormai i giochi sembravano chiusi; infatti con una traiettoria interna Lo Zedde si aggiudica la prima posizione e va così a vincere.
Nel 2011 ha raggiunto la vittoria nel Palio di Piancastagnaio per la Contrada Coro con il cavallo Fischietto. Ha preso la testa al secondo giro senza lasciarla, conquistando una vittoria molto netta.

## Presenze al Palio di Fucecchio
| Palio    | Contrada       | Cavallo                      | Piazzamento           |
| -------- | -------------- | ---------------------------- | --------------------- |
| 2002     | Porta Raimonda | Pise                         | Eliminato in batteria |
| 2005     | Porta Bernarda | Vasco Vagabondu              | 3°                    |
| 2005 str | Porta Bernarda | Ellison                      | VINCE                 |
| 2006     | Samo           | Le Musicien                  | 4°                    |
| 2007     | Samo           | Ganosu                       | 3°                    |
| 2009     | Querciola      | Ipersonic                    | 2°                    |
| 2010     | San Pierino    | Melantò de Aighenta          | VINCE                 |
| 2011     | Massarella     | Nabilia Saura                | Eliminato in batteria |
| 2012     | Ferruzza       | Misteriosu                   | 5°                    |
| 2013     | San Pierino    | Melantò de Aighenta (scosso) | Eliminato in batteria |
| 2014     | Massarella     | Quercino                     | 2°                    |

## Riassunto delle vittorie
- Palio di Fucecchio: 2 vittorie (2005, 2010)
- Palio di Buti: 1 vittoria (2004)
- Palio di Ferrara: 1 vittoria (2007)
- Palio di Piancastagnaio: 1 Vittoria (2011)